# 皮拉姆帕斯塔納克村
皮拉姆帕斯塔納克村（波斯語：‎），是伊朗吉兰省阿姆拉什县中央區南阿姆拉什鄉的一个村。2006年人口普查顯示該村人口为62人，分佈在16个家庭中。